# 郭天信
郭天信（?—?），字佑之，开封府（今河南省开封市）人，北宋末宫廷术士。
开始郭天信以方技隶属于太史局，擅长星象占候之学。宋哲宗时，赵佶为端王。郭天信等他退朝，私下对赵佶说：“王当有天下。”不久，赵佶即位为宋徽宗，郭天信由此一言得亲宠。数年後，官至枢密都承旨、节度观察留后。其子郭中复也因他而受宠。见蔡京乱国，每次托词太阳黑子的天文异象以攻击蔡京，宋徽宗罢黜蔡京。他暗中与张商英相结。蔡京党羽弹劾张商英与郭天信漏泄禁中事，张商英被罢免，郭天信贬为昭化军节度副使、单州安置，再贬行军司马，流放新州，不久病死。

## 延伸阅读
[在维基数据编辑]
 《宋史·卷462》，出自脱脱《宋史》